# Melitturga penrithorum
Melitturga penrithorum är en biart som beskrevs av Constance Margaret Eardley 1991. Melitturga penrithorum ingår i släktet Melitturga och familjen grävbin. Inga underarter finns listade i Catalogue of Life.